# جاك كارول (عداء سريع)
جاك كارول هو عداء سريع كندي، ولد في 31 يوليو 1930 في مونتريال في كندا.

## وصلات خارجية
- جاك كارول على موقع أوليمبيديا (الإنجليزية)